# Acer miyabei
Acer miyabei é uma espécie de árvore do gênero Acer, pertencente à família Aceraceae.